# Oscar Jofre
Oscar Luis Jofre (Buenos Aires, 2 de abril de 1928-Ib., 15 de mayo de 1996) fue un militar argentino que llegó a general del ejército de su país. Durante la guerra de las Malvinas, se desempeñó como comandante de la defensa de la capital malvinense.

## Biografía
Ingresó al Ejército Argentino el 1 de marzo de 1947. Supo destacarse en asignaturas relacionadas con la historia militar y en conocimientos sobre estrategas como Napoleón Bonaparte, también estudió en profundidad a los héroes militares argentinos. Tras egresar como subteniente se capacitó como piloto. En la década de los 1970, fue profesor en la Escuela Superior de Guerra, jefe del Regimiento de Infantería 8 «General O'Higgins» y luego comandante de Aviación de Ejército. El 15 de diciembre de 1980, Jofre asumió el mando de la X Brigada de Infantería Mecanizada «Teniente General Nicolás Levalle».
En abril, el comandante del Teatro de Operaciones Atlántico Sur, vicealmirante Juan José Lombardo, decidió enviar a la X Brigada para reforzar la defensa del archipiélago. Oscar Jofre asumió como comandante de la Agrupación Ejército Malvinas. Su unidad finalizó el despliegue el 15 de abril.
Tras el cese de hostilidades en las Malvinas del 14 de junio de 1982, Jofre condujo un Estado Mayor transitorio para dirigir el desalojo de las tropas argentinas. Se desempeñó en sus funciones hasta el 25 de junio, fecha en la que fue embarcado para regresar al continente.

### Posguerra
Leopoldo Fortunato Galtieri apreció que el general Jofre fue el que mejor desempeño tuvo en el terreno.
El 3 de febrero de 1983, Jofre compareció ante la Comisión de Análisis y Evaluación de las Responsabilidades del Conflicto del Atlántico Sur —redactora del Informe Rattenbach— y vertió su declaración testimonial.

## Obras
- Jofre, Oscar Luis; Aguiar, Félix Roberto (1987). Malvinas: la defensa de Puerto Argentino. ISBN 9500704552. OCLC 20560278.[9]